# Thamnophilus multistriatus
El batará crestibarrado (Thamnophilus multistriatus), también denominado batará carcajada (en Colombia), pavita hormiguera coronipintada u hormiguero espalda negra (en Venezuela) o choca de corona pintada, es una especie de ave paseriforme de la familia Thamnophilidae perteneciente al numeroso género Thamnophilus.  Es nativo de la región andina del noroeste de América del Sur.

## Distribución y hábitat
Se distribuye a lo largo de los Andes de Colombia y en el extremo noroeste de Venezuela, en la Serranía del Perijá.
Esta especie es considerada bastante común en su hábitat natural: los enmarañados arbustivos, clareras, jardines y bordes de bosque, principalmente entre los 900 y los 1300 m de altitud.

## Sistemática

### Descripción original
La especie T. multistriatus fue descrita por primera vez por el naturalista francés Frédéric de Lafresnaye en 1844 bajo el mismo nombre científico; la localidad tipo es: «Bogotá, Colombia».

### Etimología
El nombre genérico «Thamnophilus» se compone de las palabras del griego «thamnos»: arbusto y «philos»: que ama, que adora; significando «que ama arbustos»; y el nombre de la especie «multistriatus», se compone de las palabras del latín «multi»: muchos  y «striatus»: estría; significando «con muchas estrías».

### Taxonomía
La presente especie pertenece al llamado “grupo T. doliatus”, que también incluye T. zarumae, T. tenuepunctatus, T. palliatus, T. torquatus y T. ruficapillus. Las características morfológicas que distinguen las subespecies parecen ser apenas clinales (con la posible excepción de selvae); la probabilidad de que las zonas geográficas de estas subespecies sean disjuntas, sugiere la necesidad de estudios cuidadosos de las diferencias entre ellas.

### Subespecies
Según la clasificación del Congreso Ornitológico Internacional (IOC) y Clements Checklist v.2016, se reconocen cuatro subespecies, con su correspondiente distribución geográfica:
- Thamnophilus multistriatus brachyurus Todd, 1927 – oeste de Colombia en los Andes occidentales (excepto en la cabecera del río San Juan) y pendiente occidental de los Andes centrales, en el oeste y centro de Antioquia, Quindio, Valle y oeste de Cauca.
- Thamnophilus multistriatus selvae Meyer de Schauensee, 1950 – pendiente occidental de los Andes occidentales en la cabecera del río San Juan (en Risaralda y Caldas).
- Thamnophilus multistriatus multistriatus Lafresnaye, 1844 – pendiente oriental de los Andes centrales y pendiente occidental y en el sur de los Andes orientales, en Santander, este de Antioquia, este de Caldas, oeste de Cundinamarca, este de Tolima, Huila y este de Nariño.
- Thamnophilus multistriatus oecotonophilus Borrero & Hernández-Camacho, 1958 – extremo oeste de Venezuela (Sierra de Perijá) y centro norte de Colombia (pendiente occidental de los Andes orientales en Norte de Santander y Boyacá).